# جاده ئی۸۱ اروپا

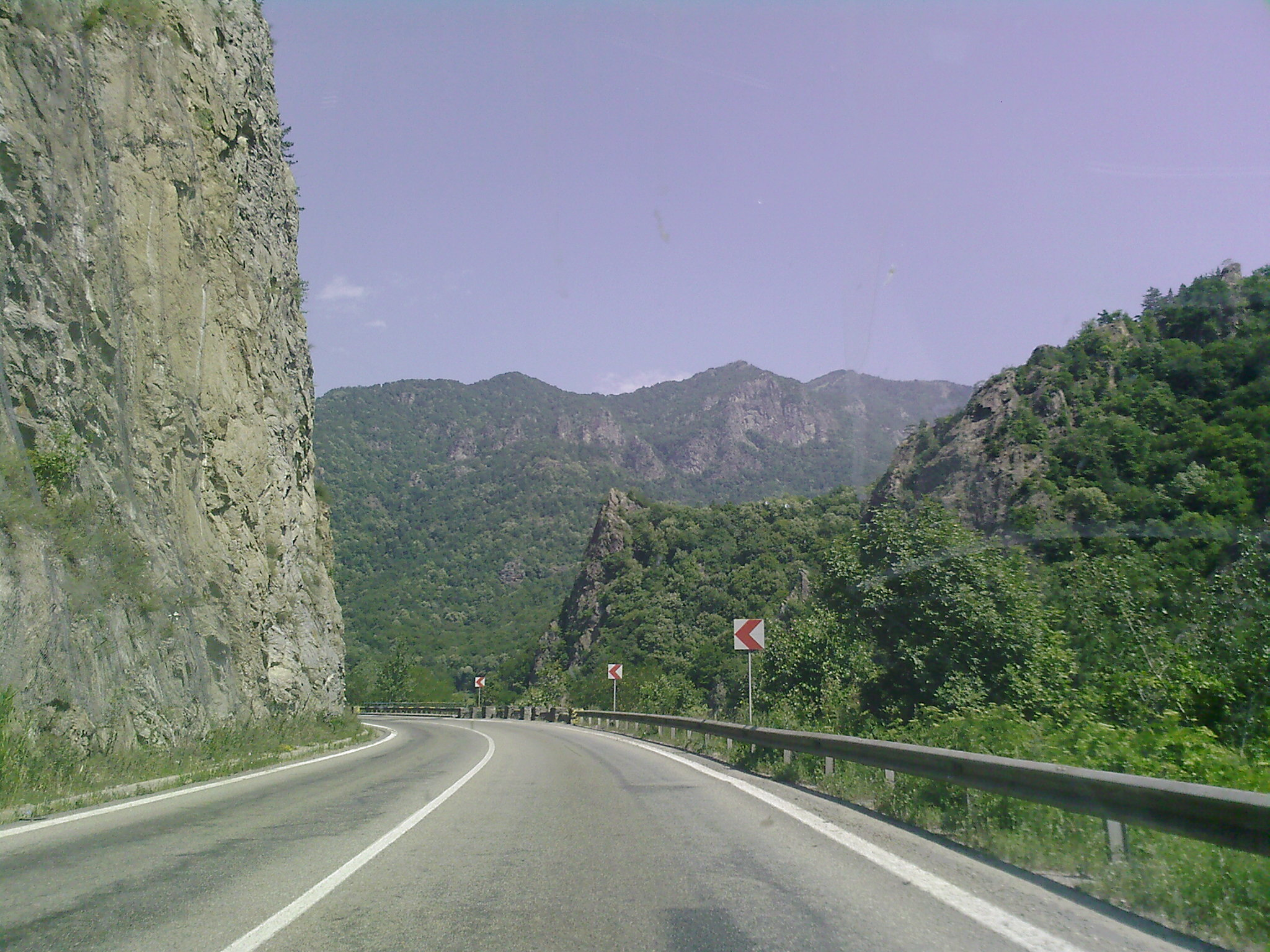
جاده ئی۸۱ اروپا در رومانی

جاده ئی۸۱ اروپا (به انگلیسی: European route E81) یکی از جاده‌های اصلی قاره اروپا است.
این جاده که از شهر کونستانس (رومانی) شروع شده، در شهر موکاچفو (اوکراین) به پایان می‌رسد و ۶۲۳ کیلومتر مسافت دارد.